# Vought F7U Cutlass
El Vought F7U Cutlass fue un cazabombardero a reacción embarcado de la Armada de los Estados Unidos de principios de la Guerra Fría. Era un diseño muy inusual sin cola pero con estabilizadores verticales, supuestamente basado en los planos y en los documentos sobre aerodinámica capturados por Estados Unidos a la compañía alemana Arado al finalizar la Segunda Guerra Mundial, aunque los diseñadores de Vought negaron cualquier relación con la investigación alemana en aquel entonces. El F7U fue el último avión diseñado por Rex Beisel, que fue el responsable del primer caza diseñado específicamente para la Armada de los Estados Unidos, el Curtiss TS-1 de 1922.
Considerado un cambio radical en el diseño de aviones tradicional, el Cutlass sufrió numerosos problemas técnicos y de manejo durante su corto periodo de servicio. Ese modelo de avión fue responsable de la muerte de cuatro pilotos de pruebas y otros 21 pilotos de la Armada estadounidense. Más de la cuarta parte de todos los Cutlass fabricados acabaron destruidos en accidentes. La alta siniestralidad del avión era en gran parte resultado de un diseño avanzado que aplicaba nuevas teorías aerodinámicas propulsadas por motores poco fiables de escasa potencia.

## Diseño y desarrollo
Fue un diseño muy inusual, de semi-cola, presuntamente sobre la base de datos aerodinámicos y planes capturados de la fábrica alemana Arado al final de la Segunda Guerra Mundial, aunque los diseñadores Vought negaron cualquier vínculo con la investigación alemana de la época, la historia daría otra versión con la Operación Paperclip. El F7U fue el último avión diseñado por Rex Beisel, quien fue responsable del primer caza diseñado específicamente para la Marina de los Estados Unidos, el Curtiss TS-1 de 1922.
Considerado como un cambio radical del tradicional diseño de las aeronaves, el Cutlass sufrió numerosos problemas técnicos y de manejo a lo largo de su corta carrera. Fue responsable de la muerte de cuatro pilotos de prueba y otros 21 pilotos de la Marina de los Estados Unidos. Más de una cuarta parte de todos los aviones construidos fueron destruidos en accidentes. El pobre historial de seguridad fue en gran parte el resultado de las avanzadas de diseño creado para aplicar nuevas teorías de la aerodinámica.

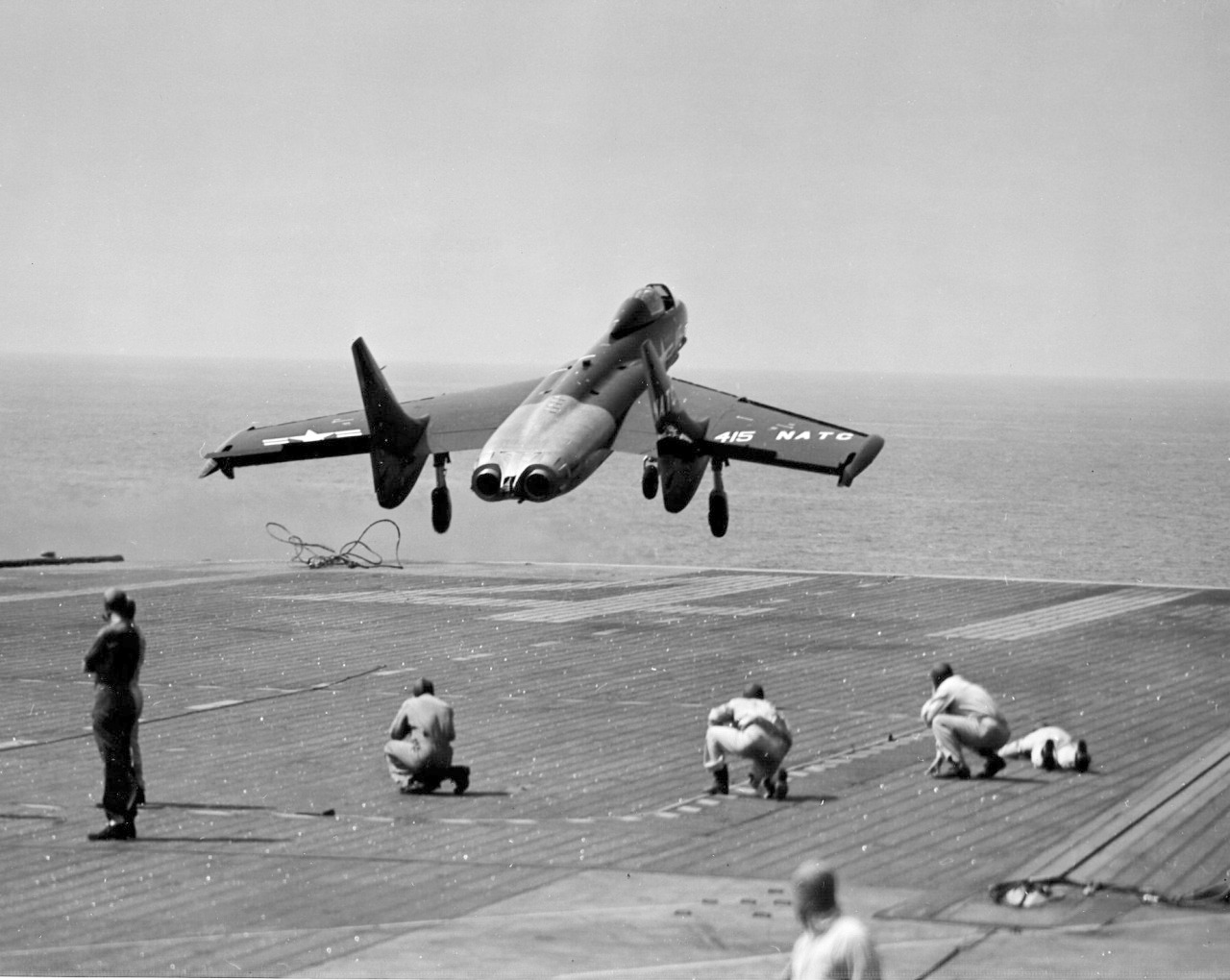
El primer F7U-1 catapultado desde el en 1951.

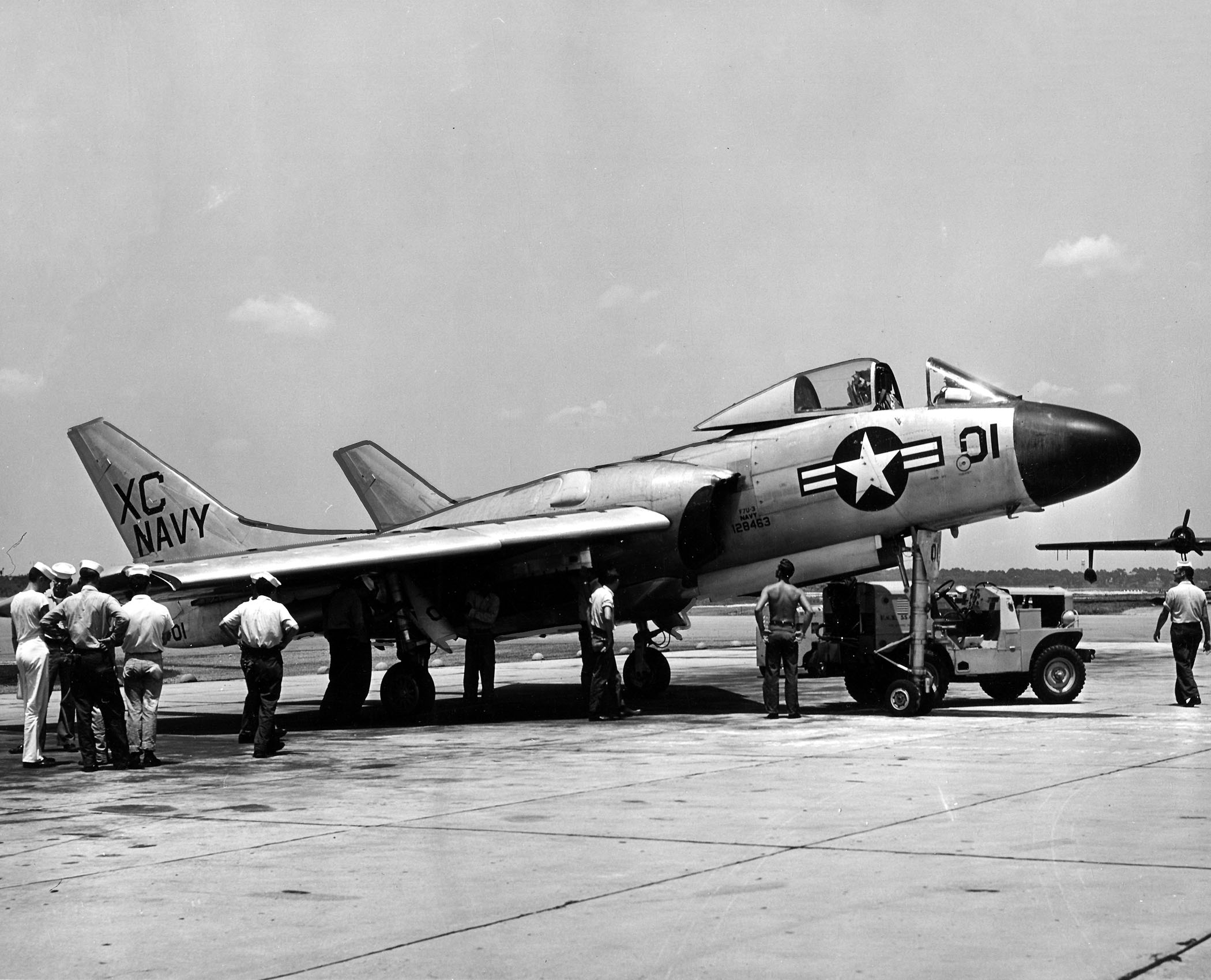
F7U Cutlass.

### Historia de la competencia por un nuevo caza diurno de la Marina
El Cutlass fue el ingreso de Vought a la competición de la Marina de Estados Unidos por un nuevo caza diurno abierto el 1 de junio de 1945. Los requerimientos eran de un avión capaz de volar a 966 km/h a 12.200 m (40.000 pies). El diseño especificaba una cuerda amplia, relación de aspecto baja, alas en flecha, con dos derivas montadas en un par de fuselajes delgados y cortos. La Cabina de vuelo estaba situada bien adelante para proveer una buena visibilidad para el piloto durante la aproximación. A este diseño se le dio el número de compañía V-346 y posteriormente la denominación F7U cuando se anunció que era el ganador de la competición.

### Aspectos avanzados de diseño
El control de bamboleo y de rol fue dado por elevones; es notable que Vought haya denominado esas superficies de control ailevators en esa época. Hipersustentadores fueron adosados a toda la envergadura del borde de ataque.Todos los controles eran manejados hidráulicamente. El tren de aterrizaje de proa era muy largo, requerido para los aterrizajes con gran ángulo de ataque, y muy débil, con lo que su colapso podía afectar seriamente la seguridad del piloto. El F7U estaba motorizado con los poco potentes turborreactores Westinghouse, un motor que decían los propios pilotos que tenía igual potencia que los tostadores eléctricos de la misma compañía. Los aviadores navales se referían a los F7U como «machete cobarde» o, en momentos más amables, como la «mantis religiosa».

### Blue Angels
El equipo acróbatico Blue Angels de la Marina de los Estados Unidos voló dos F7U-1 Cutlass como acto colateral en su muestra de 1953 como un esfuerzo de promover el nuevo aparato, pero no fue usado como aparato regular. Los equipos de tierra y los pilotos relataron que el avión era altamente insatisfactorio.

#### Problemas

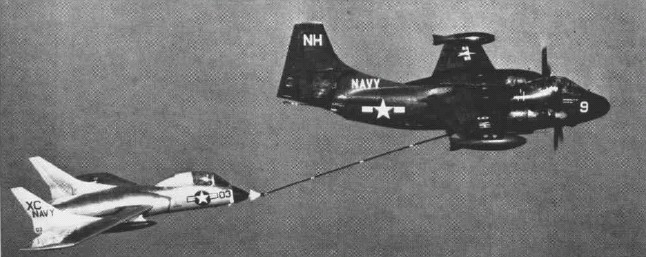
Un AJ Savage reposta en vuelo a un F7U Cutlass.

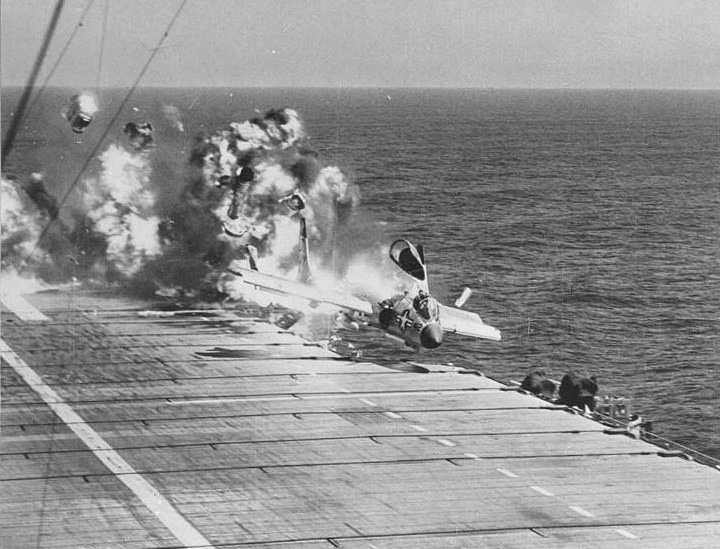
Accidente de un F7U-3 del escuadrón VF-124 en la plataforma de vuelo del USS Hancock (CVA-19) el 14 de julio de 1955 que provocó la muerte del piloto, dos marineros y un fotógrafo.

Durante la primera presentación de los Blue Angels en 1953, el piloto Edward «Whitey» Feightner, exdirector del programa F7U, experimentó una pérdida total de hidráulica después de un despegue con posquemadores a toda potencia. Mientras trataba de ganar altura para eyectarse, toda la energía volvió repentinamente por lo que pudo seguir con el vuelo. Cortó las copas de los árboles al final de la pista, causando que el motor izquierdo se incendiara. Con el fluido hidráulico incendiándose, hizo un viraje cerrado y aterrizó con gran expectación de la multitud.

#### Marca un hito histórico
Más tarde, mientras viajaba a la Muestra Aérea del Glenview Airport en Chicago, el piloto de los Blue Angels, el teniente Harley MacKnight, experimentó una llamarada en el motor de su Cutlass, forzándolo a aterrizar de emergencia en Glenview. Viajando con él, «Whitey» Feightner fue redirigido hacia el antiguo Aeropuerto de Chicago Orchard Airpark, el cual había sido expandido y renombrado como Aeropuerto O'Hare. La pista estaba recién terminada y había sido cubierta con canastos durazneros para impedir que algún avión aterrizara en ella. El teniente Feightner ignoró los canastos y aterrizó. Como resultado de esto, el F7U del Tte. Feightner se convirtió en el primer avión en aterrizar en el aeropuerto O'Hare de Chicago.

#### Son declarados no aptos para acrobacias
Después de estos dos accidentes los dos F7U fueron declarados no aptos para acrobacias y volaron a la Estación Aeronaval de Memphis, donde fueron abandonados y se convirtieron en estructuras de práctica y enseñanza en el Technical Training Center.

## Variantes

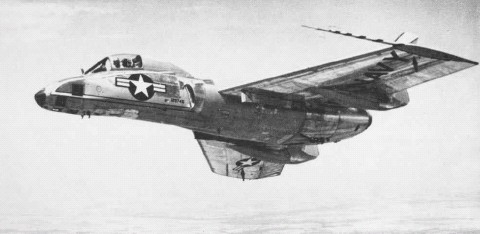
Avión de reconocimiento F7U-3P.

XF7U-1
Tres prototipos ordenados el 25 de junio de 1946. Primer vuelo, 29 de septiembre de 1948, Los tres aviones fueron destruidos en accidentes.
F7U-1
Versión inicial de producción, 14 construidos. Motorizados con dos motores J34-WE-32.
F7U-2
Versión propuesta, planeada para ser motorizada con Westinghouse J34-WE-42 con postquemador, pero la orden de 88 aparatos fue cancelada.
XF7U-3
Denominación dada a un prototipo para el F7U-3. Primer vuelo: 20 de diciembre de 1951.
F7U-3
La versión de producción definitiva, 192 construidos.
F7U-3P
Versión de fotorreconocimiento, 12 construidos. Con una proa 40 cm más larga equipadas con cartuchos de foto y flash. Ninguno de estos tuvo vida operativa útil y fueron usados sólo para investigación.
F7U-3M
Esta versión estaba armada con misiles aire-aire AIM-7 Sparrow, 98 construidos. Un total de 48 células de F7U-3 fueron mejoradas al estándar F7U-3M. Una orden de 202 aviones fue cancelada.
A2U-1
denominación dada a 250 aviones que iban a ser usados en el rol de ataque a tierra.

## Operadores
Estados Unidos
- Armada de los Estados Unidos
  - VA-12
  - VA-34
  - VA-35
  - VA-66
  - VA-86
  - VA-116
  - VF-124
  - VA-126
  - VA-155
  - VF-83
  - VF-84
  - VF-122
  - VF-151
  - VF-212

## Sobrevivientes
Siete F7U Cutlass se saben existentes en la actualidad.
F7U-3 BuNo 128451

## Especificaciones (F7U-3M)
Referencia datos: Jane's Encyclopedia of Aviation

### Características generales
- Tripulación: 1
- Longitud: 13,49 m
- Envergadura: 11,79 m
- Altura: 4,27 m
- Superficie alar: 46,1 m²
- Peso vacío: 8260 kg
- Peso cargado: 14 353 kg
- Planta motriz: 2× Turborreactor Westinghouse J46-WE-8A.
  - Empuje normal: 20,5 kN (2087 kgf; 4600 lbf) de empuje cada uno.

### Rendimiento
- Velocidad máxima operativa (Vno): 1095 km/h (limpio), 1040 km/h (con misiles)
- Régimen de ascenso: 66,03 m/s

### Armamento
- Cañones: 

  - 4x M3 de 20 mm
- Puntos de anclaje: 4 con una capacidad de 2500 kg, para cargar una combinación de:   
  - Cohetes: 

    - 3 lanzadores de Mighty Mouse de 70 mm

  - Misiles: 

    - 4x AIM-7 Sparrow

### Aeronaves similares
- Douglas F4D Skyray

### Secuencias de designación
- Secuencia A_U (Aviones de Ataque de la Armada estadounidense, 1946-1962 (Vought, 1922-1962)): AU - A2U
- Secuencia F_U (Cazas de la Armada estadounidense, 1922-1962 (Vought, 1922-1962)): ← F4U - F5U - F6U - F7U - F8U - F8U-3

### Listas relacionadas
- Anexo:Aeronaves militares de los Estados Unidos (navales)